# Портрет Ивана Александровича Вельяминова
«Портрет Ивана Александровича Вельяминова» — картина Джорджа Доу и его мастерской из Военной галереи Зимнего дворца.
Картина представляет собой погрудный портрет генерал-майора князя Ивана Александровича Вельяминова из состава Военной галереи Зимнего дворца.
К началу Отечественной войны 1812 года генерал-майор Вельяминов командовал 33-й пехотной дивизией и находился в прибалтийских губерниях, с отличием сражался против корпуса маршала Макдональда под Ригой. В Заграничной кампании 1813 года был тяжело ранен при осаде Данцига, по выздоровлении состоял начальником штаба корпуса Александра Вюртембергского и в 1814 году получил чин генерал-лейтенанта. Во время Ста дней совершил поход во Францию, но прибыл туда уже к окончанию боевых действий.
Изображён в генеральском мундире, введённом для пехотных генералов 7 мая 1817 года. Слева под эполетом находится звезда ордена Св. Анны 1-й степени; на шее крест ордена Св. Владимира 2-й степени; по борту мундира крест прусского ордена Пур ле Мерит; справа на груди крест ордена Св. Георгия 4-го класса, серебряная медаль «В память Отечественной войны 1812 года» на Андреевской ленте и звезда ордена Св. Владимира 2-й степени. В правом нижнем углу подпись художника и дата (в четыре строки): painted fr nature by Geo. Dawe R. A. 1828. Подпись на раме с ошибкой в чине (правильно — генерал-лейтенант): И. А. Вельяминовъ, Генералъ Маiоръ.
7 августа 1820 года Комитетом Главного штаба по аттестации Вельяминов был включён в список «генералов, заслуживающих быть написанными в галерею». 6 ноября 1821 года император Александр I повелел написать его портрет и уже 12 ноября того же года Инспекторский департамент Военного министерства направил Вельяминову уведомление об императорском решении с просьбой по прибытии в Санкт-Петербург посетить мастерскую Доу для позирования. 24 марта 1824 года Доу получил аванс за работу. 9 декабря 1824 года Вельяминов сообщил в Инспекторский департамент, что в связи с невозможностью приезда в столицу с Кавказа, где он в это время командовал 20-й пехотной дивизией, он послал Доу свой портрет для снятия с него копии, к письму Доу он также приложил 5 червонцев. Летом 1827 года Вельяминов был назначен командиром Отдельного Сибирского корпуса и генерал-губернатором Западной Сибири и, отправляясь к новому месту службы с Кавказа, он в заехал в Санкт-Петербург, где находился до января 1828 года и всё-таки встретился с Доу, который с натуры и написал галерейный портрет. В свою очередь, Вельяминов забрал у художника свой портрет-прототип и портрет работы Доу, написанный на основании прототипа; современное местонахождение этих работ неизвестно. 22 апреля 1828 года Доу получил оставшуюся часть гонорара и уже 26 апреля готовый портрет был принят в Эрмитаж. Поскольку предыдущая сдача готовых портретов для Военной галереи была 21 января 1828 года, то портрет был закончен уже после этой даты.
В 1840-е годы в мастерской И. П. Песоцкого по рисунку И. А. Клюквина с портрета была сделана литография, опубликованная в книге «Император Александр I и его сподвижники» и впоследствии неоднократно репродуцированная.